# Kamen Rider: The First
Kamen Rider: The First (jap. 仮面ライダーTHE FIRST Kamen Raidā Za Fāsuto) – japoński film tokusatsu należący do sagi Kamen Rider. Miał swoją premierę 5 grudnia 2005 roku. Podobnie jak wszystkie filmy i seriale z cyklu, The First został wyprodukowany przez współpracę Toei Company i Ishinomori Productions.
Jest to kinowa adaptacja oryginalnej serii, jednak między filmem a serialem da się zauważyć wiele nieścisłości i zmian. Kontynuacją The First jest film Kamen Rider: The Next.

## Fabuła
Młody student Takeshi Hongō zostaje uprowadzony przez Niehumanoida Nietoperza, który należał do organizacji terrorystycznej zwanej Szoker (Sacred Hegemony Of Cycle Kindred Evolutional Realm). Zostaje poddany okrutnej operacji podczas której staje się cyborgiem – Niehumanoidem zwanym Hopperem. Po wypraniu mózgu, Hongō staje się żołnierzem Szokera i po wielu sukcesach dostaje bezpośrednio od dowództwa zadanie, które polegało na eliminacji ludzi, którzy byli świadomi lub widzieli Niehumanoidy. Nie jest jednak świadomy, że dwóch świadków to ludzie, których poznał niedługo przed porwaniem – dziennikarka Asuka Midorikawa oraz jej narzeczony Katsuhiko Yano. Kiedy atakuje dwójkę wraz z Niehumanoidem Pająkiem, Hongō przypomina sobie o swym człowieczeństwie i z powodu rozterek mentalnych mdleje. Pająk zabija Katsuhiko, zaś Asuka odnajduje jego ciało leżące obok nieprzytomnego Hongō.
Hongou zostaje uznany za zdrajcę. Okazuje się, że ranne Niehumanoidy muszą okresowo przechodzić transfuzję krwi, aniżeli wymieniać swoje cybernetyczne części. Przywódca Szoker – Doktor Shinigami wyjawił plan stworzenia następcy Hongou, który miał stać się Niehumanoidem Hopperem 2. Hongō spotyka Tōbeia Tachibanę od którego otrzymuje motocykl zwany Cyklonem, z pomocą którego ostatecznie rozprawia się z Pająkiem. W międzyczasie Asuka spotyka człowieka o nazwisku Hayato Ichimonji, który okazuje się być przywróconym do życia Katsuhiko. Mówi on jej, że jego dawne nazwisko było jedynie pseudonimem, jednak skrywa tajemnicę o przejściu procesu cyborgizacji i jego misji – zlikwidowania Hongō. Jednakże jego uczucia względem Asuki wzięły górę nad misją i przez to Hayato został uznany za zdrajcę. Na dodatek okazało się, że rok wcześniej Szoker zwerbował do swoich szeregów dwójkę chorych ludzi zakochanych w sobie i przemienił ich w Niehumanoidy. Przejęły one misję likwidacji dwóch Hopperów.
Kiedy Nietoperz i inni porywają Asukę by zwabić Hayato, dwójka Hopperów łączy siły i staje do walki Niehumanoidami na wyspie – głównej bazie Szokera. Hongō i Hayato likwidują trójkę potworów, ratują dziewczynę i niszczą bazę Szokera. Mimo to, przetrwali głównodowodzący organizacji, który knują kolejny plan zniszczenia dwójki zdrajców.

## Różnice między oryginalną serią a filmem
Pomimo bycia adaptacją oryginalnej serii Kamen Rider, film The First różni się w wielu aspektach od swojego pierwowzoru.
- Filmowi Hongō i Hayato przechodzą procesy kasacji pamięci, podczas gdy oryginalni uciekli zaraz przed jej wykonaniem (Hongō uratował profesor Midorikawa, Hayato uciekł przy pomocy Hongō).
- Filmowi Riderzy muszą przechodzić okresowe transfuzje krwi, zaś oryginalni nie.
- W filmie Doktor Shinigami jest przedstawiony już na początku jako jedyny i pierwszy lider Szokera, podczas gdy w serialu przejął zwierzchnictwo nad organizacją dopiero po śmierci Pułkownika Zola w 40 odcinku.
- W serialu Riderzy muszą wykonać odpowiednią pozę aby zmienić się. W filmie by dokonać przemiany muszą po prostu rozpiąć kurtki. Ujawnia się wtedy pas zwany Tajfunem, który nakłada na nich zbroje Hopperów a następnie Riderzy muszą nałożyć swoje hełmy by zakończyć przemianę.
- Postać Hayato została stworzona na nowo – w serialu jest on młodym fotografem, który po przemianie zostaje uratowany przez Hongō od prania mózgu i przejmuje jego misję. W filmie zaś nazwisko Hayato Ichimonji zostaje mu nadane po praniu mózgu.
- Obydwaj Riderzy filmowi nie są nazywani Kamen Riderami, lecz odpowiednio Hopperem 1 i Hopperem 2.
- W serialu Tachibana jest mentorem Hongō i Hayato. W filmie jedynie daje Hongō motocykl.
- W serialu Hongō otrzymał Cyklona od profesora Midorikawy, zaś w filmie od Tachibany.
- W filmie nie jest pokazane, w jaki sposób Hayato otrzymał swojego Cyklona. W serialu był to Cyklon należący do Hongō, który przekazał go Hayato przed swym odejściem, a sam wrócił z Nowym Cyklonem.
- W filmie nie pojawia się postać Kazuyi Takiego – innego wspólnika Riderów w walce z Szokerem i Gelszokerem.

## Obsada
- Takeshi Hongō/Kamen Rider 1: Masaya Kikawada
- Hayato Ichimonji/Kamen Rider 2: Hassei Takano (także Miyuki Tezuka/Kamen Rider Raia w Kamen Rider Ryuki)
- Asuka Midorikawa: Rena Komine
- Tōbei Tachibana: Hiroshi Miyauchi
- Pająk: Itsuji Itao
- Nietoperz: Kanji Tsuda
- Haruhiko Mitamura/Kobra: Eiji Wentz
- Miyoko Harada/Wąż: Ryōko Kobayashi
- Przywódczyni Szoker: Mayumi Sada
- Przywódca Szoker: Issa Hentona
- Doktor Shinigami: Hideyo Amamoto (archiwalne nagranie, rola pośmiertna), Eiji Maruyama (głos)